# 抗真菌薬
抗真菌薬（こうしんきんやく、英語: antifungal drug）とは、真菌の生育を阻害する医薬品である。真菌症の治療や、農薬として用いられる。真菌の細胞膜の構成成分の1つであるエルゴステロールと結合して細胞膜の機能を阻害するポリエン系抗真菌薬（ポリエンマクロライド系）の他、ラノステロールからエルゴステロールの生合成を阻害するアゾール系抗真菌薬、β-Dグルカン合成酵素を阻害し細胞壁合成を阻害するキャンディン系抗真菌薬、DNA合成を阻害するピリミジン系抗真菌薬などの核酸の代謝に関わる薬物を含む。
なお、動物への投与を基準とした際に、真菌に対して選択毒性を示す薬物は、真正細菌に対して選択毒性を示す薬物よりも少ない。この理由として真菌は動物と同じく真核生物に属しており、真正細菌と比較すると動物細胞に類似している点が挙げられる。抗真菌薬は、細菌に対して用いる抗菌薬とは異なる分類の医薬品である。

## 内服薬と点滴薬の種類

### ポリエン系抗真菌薬
作用機序は、真菌の細胞膜を構成する物質の1つであるエルゴステロールに結合して、真菌の細胞膜の機能を障害し、細胞内の成分を漏出させて、真菌を殺す。しかし、ヒトなど動物の細胞膜を安定させる役割を持ったコレステロールにも結合するため選択毒性は低く、副作用も強い。代表的な副作用には、発熱、悪寒、肝障害、急性尿細管壊死など腎障害、低カリウム血症などがある。抗真菌作用は濃度依存的である。
なお、ポリエン系抗真菌薬はマクロライドの構造を有し「ポリエン系抗生物質」と呼ばれる場合もあるものの、マクロライド系抗菌薬とは異なる。細菌の細胞膜はステロールを含まないため、細菌に対してポリエン系抗真菌薬は、ほとんど抗菌活性を示さない。
また、ポリエン系抗真菌薬を経口投与してもバイオアベイラビリティが非常に低いため、注射剤として使用する。
アムホテリシンBをデオキシコール酸で懸濁させた注射薬のファンギゾンが、深在性真菌症治療薬として使用されてきたものの、副作用のため充分な投与量、投与期間が確保できなかった。リポソームアムホテリシンBであるアムビゾームは、アムホテリシンBとコレステロール複合体がリポソーム膜に組み込まれた構造をしており、その平均粒子径が100ナノメートルと小さいため、網内系細胞に取り込まれ難い。
血中でリポソーム構造を維持したまま安定に存在し、正常組織においては血管から漏出し難いのに対して、感染部位においては血管透過性の亢進によりリポソームが漏出し存在する真菌に特異的に作用し抗真菌活性を示す。すなわち、リポソーム製剤のアムビゾームは、ファンギゾンよりも副作用が緩和されている。
- アムホテリシンB（amphotericin B）（AMPH）- 真菌を直接殺す殺菌的な薬物だが、腎毒性の高さが問題である。
- リポソームアムホテリシンB - アムホテリシンBをリポソームに封入した製剤。
- ナイスタチン（nystatin）（NYS）- 消化管へのカンジダ感染に経口投与で用いる。外用薬として用いられる場合もある。

### フルオロピリミジン系抗真菌薬
真菌内のシトシンデアミナーゼによって、抗がん剤として使用される場合のある5-フルオロウラシル（5-FU）に変換され、それがさらに真菌内で化学修飾された結果、DNAの合成阻害と、異常なm-RNAの生合成を引き起こさせる。これに対して、ヒトを含めた動物の細胞はシトシンデアミナーゼを有さないため、ヒトに使用しても比較的副作用が少ないとされる。しかし、全く副作用が無いわけではなく、代表的な副作用として、骨髄機能抑制や胃腸障害が挙げられる。これらは、5-FUでも副作用として見られる。5-FUの分解を阻害する薬物を併用すると危険で、ギメラシルとオテラシルの合剤とは併用禁忌である。
- フルシトシン（flucytosine）（5-FC）

フルシトシンはフッ化ピリミジンの構造を持っている。フルシトシン単独での投与の場合は耐性を生じ易く、カンジダはフルシトシン耐性菌が増加している。ポリエン系抗真菌薬であるアムホテリシンBと併用する場合が多い。併用により相加・相乗作用が見られ、アムホテリシンBの投与量を減量する事で、副作用を軽減できる可能性がある。フルシトシンとアムホテリシンBの併用による相乗効果は、アムホテリシンBの細胞膜障害作用によってフルシトシンの取り込み効率が上昇することにより生じると考えられている。なお、抗真菌作用は時間依存的である。

### アゾール系抗真菌薬
アゾール系抗真菌薬は、分子内に2個の窒素原子を含む5員環（イミダゾール環）を持つイミダゾール系抗真菌薬と、3個の窒素原子を含む（トリアゾール環）を持つトリアゾール系抗真菌薬とに、その分子構造で細分される。なお、一般にアゾール系抗真菌薬は、ヒトなどで発現しているCYPも強く阻害するため、特に全身投与を行った場合に、CYPで代謝される併用薬が有る場合には、薬物相互作用の問題が発生し得る。しばしば、特にCYP3A4を強く阻害すると言われるものの、アゾール系抗真菌薬が阻害するのは何もCYP3A4に限らず、複数のCYPを阻害する。抗真菌作用は時間依存的である。

#### イミダゾール系抗真菌薬
脂溶性のイミダゾール環を持つ。イミダゾール系抗真菌薬は水に難溶であるため、ミコナゾール以外は全て外用で使用する。表在性真菌（白癬）や、口腔、咽頭、膣カンジタ症のクリーム、トローチ、膣錠などの剤形が有る。ミコナゾールはトリコスポロン症の第1選択薬で、イミダゾール系抗真菌薬で唯一の内用剤（注射剤）が存在する。
細胞膜のエルゴステロールの合成過程を阻害する。具体的にはラノステロールを14α位の脱メチル反応に関与するチトクロムP450と結合し、本酵素の作用を阻害しエルゴステロール合成を阻害することで抗真菌作用を示す。一般にポリエン系よりも副作用は少ないものの、典型的な副作用として肝障害や胃腸障害が知られている。
イミダゾール系抗真菌薬としては、
- イソコナゾール（isoconazole）- 紛らわしい名称だが、これはイミダゾール系抗真菌薬。
- ビホナゾール（bifonazole）- エルゴステロールの合成過程の2箇所を阻害する点で、アゾール系抗真菌薬の中でも例外的。
- ミコナゾール（miconazole）- 外用薬で充分に治療可能な場合は、外用薬のミコナゾールを用いる。
- エニルコナゾール（enilconazole）- ヒトではなく、獣医学の分野で抗真菌薬として使用される場合がある。

が挙げられる。

#### トリアゾール系抗真菌薬
トリアゾール系抗真菌薬も、細胞膜のエルゴステロールの合成過程を阻害する。具体的にはラノステロールを14α位の脱メチル反応に関与するチトクロムP450と結合し、本酵素の作用を阻害しエルゴステロール合成を阻害することで抗真菌作用を示す。一般にポリエン系よりも副作用は少ないものの、典型的な副作用として肝障害や胃腸障害が知られている。カンジダではフルコナゾールが近年耐性化が進んでいる。
トリアゾール系抗真菌薬としては、
- イトラコナゾール（itraconazole）- 分子量が大きい。イソコナゾールとは異なり、トリアゾール系抗真菌薬。
- フルコナゾール（fluconazole）- トリアゾール環を2つ有する。
- ホスフルコナゾール（英語版）（fosfluconazole）- 溶解性向上を目的に作られた、フルコナゾールのプロドラッグ。
- ボリコナゾール（voriconazole）- これを使用中に紫外線に曝露されると、皮膚ガンを発症するリスクが高い。よって難治性の真菌症にのみ用いる。
- ポサコナゾール（posaconazole）- 侵襲性真菌感染症に用いる場合がある。

が挙げられる。

### アリルアミン系抗真菌薬
アリルアミン系抗真菌薬は、スクアレンエポキシダーゼを阻害し、真菌細胞膜成分のエルゴステロールの生合成を阻害することで抗真菌薬作用を示す。
- テルビナフィン（terbinafine）（TBN）- 外用薬で充分に治療可能な場合は、外用薬のテルビナフィンを用いる。

### キャンディン系抗真菌薬
キャンディン系抗真菌薬は、真菌が持つ細胞壁の主要成分であるβ-1,3-Dグルカンの生合成に関連した酵素を特異的に阻害するため、抗真菌活性を有する。特に、深在性真菌症に有効だとされる。なお、ヒトの細胞に細胞壁は無いため、選択毒性を有する。代表薬はミカファンギンであり、カンジダ族とアスペルギルス属に優れた抗真菌作用を有する。しかしβ-1,3-Dグルカンを持たない、または少ない真菌である接合菌やクリプトコッカス、およびトリコスポロンには無効である。またキャンディン系抗真菌薬は、アゾール系に比べて薬物相互作用の発現する可能性は低い。抗真菌作用は濃度依存的である。
- ミカファンギン（micafungin）
- カスポファンギン（英語版）（caspofungin）

### グリサン系抗真菌薬
グリサン系抗真菌薬は、染色体に結合した微小管に作用し、核分裂を阻害する。経口投与すると消化管から吸収され、皮膚へも移行して白癬菌に対して打撃を与える。しかしながら選択毒性が低く、副作用も多いため、外用薬では難治性であった場合の白癬の治療に限って使用され得る。
- グリセオフルビン（griseofulvin）（GRF） - 白癬の治療に用いる場合がある。

### その他
- アトバコン（atovaquone） - ニューモシスチス肺炎の治療に用いる場合がある。
- ペンタミジン（pentamidine） - ニューモシスチス肺炎の治療に用いる場合がある。
- ウンデシレン酸

## 外用薬の種類
モルホリン系抗真菌薬
- アモロルフィン（amorolfine）

アゾール系抗真菌薬
イミダゾール系抗真菌薬
- イソコナゾール（isoconazole）
- エコナゾール（econazole）
- オキシコナゾール（oxiconazole）
- クロコナゾール（croconazole）
- クロトリマゾール（clotrimazole）- 第4級炭素に、4つの芳香環が結合した構造をしている。
- ケトコナゾール（ketoconazole）- 構造はイトラコナゾールに近いものの、これはイミダゾール系抗真菌薬。
- スルコナゾール（sulconazole）
- ネチコナゾール（neticonazole）
- ビホナゾール（bifonazole）- イミダゾール環を除くと、全て炭化水素。
- ミコナゾール（miconazole）
- ラノコナゾール（lanoconazole）
- ルリコナゾール（luliconazole）

トリアゾール系抗真菌薬
- エフィナコナゾール（efinaconazole）

アリルアミン系抗真菌薬
- テルビナフィン（terbinafine）- 広範囲で難治性の場合などは、内服薬のテルビナフィンを使用する。

ベンジルアミン系抗真菌薬
- ブテナフィン（butenafine）- テルビナフィンと比較的構造が似ている。

チオカルバメート系抗真菌薬 - チオカルバミン酸系抗真菌薬とも言う。
- トルシクレート（tolciclate）
- トルナフタート（tolnaftate）- 構造中にナフタレン環を有する。
- リラナフタート（liranaftate）- naftateと付くものの、構造中にナフタレン環は有さない。

ピドロキシピリドン系抗真菌薬
- シクロピロクス（ciclopirox）

ポリエン系抗真菌薬
- ナイスタチン（nystatin）- 皮膚などへのカンジダ感染に外用する。なお、消化管カンジダには、経口投与。
- ピマリシン（英語版）（pimaricin）

## ヒトの真菌症と抗真菌薬

### ヒトの真菌症の分類
表在性真菌症
皮膚、粘膜、爪に発生した真菌感染症のことである。白癬、癜風、マラセチア毛包炎、カンジダ症の一部が含まれる。
深部皮膚真菌症
真皮や皮下組織に発生した真菌感染症である。スポロトリコーシスやクロモミコーシス症などが含まれる。
深在性真菌症
日和見感染症として肺、腸管など全身の各臓器に生じる感染症である。ただし、コクシジオイデス症などは感染力が強く、健常者でも発症し得る。カンジダ血症、侵襲性アスペルギルス症、クリプトコッカス脳髄膜炎が有名である。

### 真菌症の診断
感染症診断上のゴールドスタンダードは原因真菌の分離同定である。しかし真菌症の特徴として、培養や生検が困難な状況が多いことが挙げられる。そのため、血清学的な補助診断を用いる場合も多い。最も有名な物はβ-D-グルカンである。β-D-グルカンは主要な病原真菌に共通する細胞壁構成多糖成分の1つである。カンジダ属やアスペルギルス属の細胞壁で豊富に含有されている。β-D-グルカンはセルロース素材の透析膜を用いた血液透析、血液製剤（アルブミン製剤、グロブリン製剤など）の使用、環境中のβ-D-グルカンによる汚染、β-D-グルカン製剤の使用、Alcalogenes faecalisによる敗血症患者、測定中の振動（ワコー法）、非特異的反応（溶血検体、高ガンマグロブリン血症）などで偽陽性になる場合がある。β-D-グルカンはカンジダ、アスペルギルス、ニューモシスチスでは上昇するがクリプトコッカス、ムコールでは上昇しない。よく用いられる真菌マーカーを以下にまとめる。また病原微生物の遺伝子検査も行われている。
|            | 抗原                     | 対応真菌                                   |
| ---------- | ------------------------ | ------------------------------------------ |
| 細胞壁成分 | β-D-グルカン             | カンジダ、アスペルギルス、ニューモシスチス |
| 抗原       | マンナン                 | カンジダ                                   |
| 抗原       | グルクロノキシロマンナン | クリプトコッカス                           |
| 抗原       | ガラクトマンナン         | アスペルギルス                             |
| 抗体       | 抗アスペルギルス沈降抗体 | アスペルギルス                             |

カンジダ症
β-D-グルカンやマンナン抗原を、補助診断で用いる場合がある。ただしマンナン抗原検査は、カンジダ属菌種によっては陽性反応を示さない場合も見られる。GeniQ-カンジダなど遺伝子検査キットも存在する。
クリプトコッカス症
グルクロノキシロマンナン抗原を、補助診断で用いる場合がある。ただし、播種性トリコスポロン症でも陽性化するので、注意が必要である。
アスペルギルス症
ガラクトマンナン抗原と抗アスペルギルス沈降抗体が、補助診断で用いられる場合がある。肺アスペルギローマや慢性壊死性肺アスペルギルス症などの慢性アスペルギルス感染症では、ガラクトマンナン抗原は検出され難く、抗アスペルギルス沈降抗体を検出することで臨床診断の参考にできるとされている。ガラクトマンナン抗原特にプラテリアアスペルギルスでは、タゾバクタム/ピペラシリン投与、クラブラン酸/アモキシシリン投与、ビフィドバクテリウム属の当館内定着、C.neoformans galactoxylomannan、大豆タンパク質を含む経管栄養などで測定結果が影響を受ける。

### 抗真菌薬のスペクトラム
真菌は酵母様真菌、糸状真菌、二相性真菌に分類される。糸状真菌にはアスペルギルス属菌、ムコール属（接合菌属）が含まれ、酵母様真菌にはカンジダ属やクリプトコッカス属が含まれる。二相性真菌にはコクシジオイデス、ヒストプラズマ、パラコクシジオイデス、マルネッフェイ型ペニシリウム症、ブラストミセスなどが知られている。
一般的に糸状真菌の方が、酵母様真菌より治療が難しい。抗真菌薬のうちフルコナゾールとフルシトシンは糸状菌には効果が無く、酵母様真菌に効果が有るとされている。カンジダではフルコナゾールとフルシトシンの耐性化が進んでいる。
| 一般名                    | 商品名       | 略号   | カンジダ | クリプトコッカス | アスペルギルス | 接合菌 |
| ------------------------- | ------------ | ------ | -------- | ---------------- | -------------- | ------ |
| アムホテリシンB           | ファンギゾン | AMPH-B | ◎        | ◎                | ◎              | ◯      |
| リポソームアムホテリシンB | アムビゾーム | L-AMB  | ◎        | ◎                | ◎              | ◯      |
| ミコナゾール              | フロリードF  | MCZ    | ◯        | △                | ◎              | ◯      |
| フルコナゾール            | ジフルカン   | FLCZ   | ◎        | ◎                | ×              | ×      |
| ホスフルコナゾール        | プロジフ     | F-FLCZ | ◎        | ◎                | ×              | ×      |
| イトラコナゾール          | イトリゾール | ITCZ   | ◎        | ◎                | ◎              | △      |
| ボリコナゾール            | ブイフェンド | VRCZ   | ◎        | ◎                | ◎              | ×      |
| フルシトシン              | アンコチル   | 5-FC   | ◯        | ◯                | △              | ×      |
| ミカファンギン            | ファンガード | MCFG   | ◎        | ×                | ◎              | ×      |

### 薬力学と薬物動態学

#### PK-PDパラメータ
| 抗真菌薬           | 抗真菌作用 | post-antifugal effect | PK-PDパラメータ | 効果増強には  |
| ------------------ | ---------- | --------------------- | --------------- | ------------- |
| アゾール系         | 時間依存的 | 長い                  | AUC/MIC         | 1回投与量増量 |
| ポリエン系         | 濃度依存的 | 長い                  | Cmax/MIC        | 1回投与量増量 |
| フロロピリミジン系 | 時間依存的 | 短い                  | TAM             | 投与間隔短縮  |
| キャンディン系     | 濃度依存的 | 長い                  | Cmax/MIC        | 1回投与量増量 |

フルコナゾール（FLCZ）、ボリコナゾール（VRCZ）、イトラコナゾール（ITCZ）では初回投与量を通常容量の倍量用いたloading doseが行われる。

#### 併用療法
抗真菌薬の効果を上げるため、多剤併用療法が行われる場合もある。原則として、キャンディン系は細胞壁、アゾール系とポリエン系は細胞膜、フロロピリミジン系は核酸に作用するため、作用部位の異なる薬物を使用するのが合理的である。ただしエビデンスは乏しい。
クリプトコッカス髄膜炎
1979年にアムホテリシンBとフルシトシンの併用療法が、アムホテリシンBの単剤の比較して有効と報告され、現在も非HIV例では第1選択である。ポリエン系薬の導入療法後のアゾール系薬（特にフルコナゾール）による地固め療法が有効との報告もあるが、ポリエン系とアゾール系同時併用のエビデンスは不足している。アムホテリシンBにインターフェロンγを併用することで、脳脊髄液中の真菌陰性化を早める傾向があるものの、真菌学的に有意差は得られていない。
侵襲性カンジダ血症
カンジダ血症ではアムホテリシンBとフルコナゾールの併用療法とフルコナゾール単剤の無作為比較試験が有り、菌陰性化においては併用療法の有効性が認められたものの、臨床使用の結果、僅かな効果しか発揮されなかった。キャンディン系やボリコナゾールなどの登場で、通常のカンジダ血症は単剤で治療可能である。しかし髄膜炎、血液腫瘍、好中球減少症例、心内膜炎などを合併する重症例では、併用療法の効果も期待される。
侵襲性アスペルギルス症
侵襲性アスペルギルス症は、極めて予後不良な疾患である。アメリカ合衆国ではボリコナゾールとカスポファンギンの併用療法が、有効だとの報告が有る。

#### バイオフィルム
自然界で真菌はバイオフィルムを形成しており、検査室で用いる液体培地内の浮遊菌は例外的な増殖形態である。カンジダは静脈カテーテル内にバイオフィルムを形成し易いことが、カンジダによる菌血症が多い一因である。

## 深在性真菌症の診断と治療の基本パターン

### ハイリスク患者の深在性真菌症
深在性真菌症を発症し易い、ハイリスク患者がいる。例えば、好中球減少、抗菌薬使用中、ステロイドホルモン薬の使用中、AIDS、GVHD、長時間手術、ICU長期在室、人工呼吸器使用、中心静脈カテーテル留置、高APACHEⅡスコア、多発外傷、広範囲熱傷などが該当する。致命的な結果に至り易い、血液疾患を基礎疾患としたハイリスク患者には、抗真菌薬の予防投与を行う場合がある。
深在性真菌症を疑う臨床症状は、何らかの感染所見が有るのに抗菌薬を投与しても効果の見られない抗菌薬不応性発熱の他に、ショック、咳嗽、血痰、胸痛、呼吸困難、頭痛、意識障害、腹部鈍痛、黄疸、視力障害などが挙げられる。一般検査所見では、CRPや白血球などの炎症反応高値や、肝機能障害などから疑う。
疑わられたら真菌培養や遺伝子検査の他に、画像検査や血清学的な補助診断を行い、深在性真菌症と診断したら、治療を開始する。

### ハイリスク患者以外の深在性真菌症
健康診断で健常者に見つかる可能性が有るのが、肺アスペルギルス症、肺クリプトコッカス症である。深在性真菌症と免疫の関わりでは大きく、好中球依存型と細胞性免疫依存型の2つのグループに分類できる。前者に属する物としては深在性カンジダ症、アスペルギルス症、トリコスポロン症、ムコール症、フサリウム症などが有り、後者では表在性カンジダ症、クリプトコッカス症、ニューモシスチス症、マルネッフェイ型ペニシリウム症、ヒストプラズマ症、コクシデオイデス症、パラコクシジオイデス症が含まれる。
カンジダ症は菌血症のような深在性感染では好中球依存型であり、口腔、食道、膣カンジダのような表在性感染では細胞性免疫依存型と考えられている。

## ヒトの代表的真菌症と抗真菌薬

### カンジダ症
カンジダはヒトの消化管常在菌であると共に、土壌中や食物中にも認められる。Candida albiansがカンジダ症の半数を占める。KOH直接鏡検やグルコット染色で菌体の存在を確認する。真菌症として頻度は多いものの、移植後の真菌感染予防としてフルコナゾール（FLCZ）が用いられるようになってからは、それ以前より頻度は低下した。
口腔咽頭カンジダ
口腔カンジダ症は鵞口瘡とも呼ばれる。HIV感染、悪性腫瘍、ステロイド投与中（内服、吸入）または長期の広域抗菌薬投与の患者がリスクグループである。経口摂取が不可能で、かつ、充分な口腔ケアがされていない患者で発生し易い。
臨床症状としては口腔粘膜や舌粘膜に白苔や潰瘍が認められる。白苔を擦ると容易に出血し、痛みを伴う場合が多い。確定診断は病変部の培養にて、カンジダの分とKOH直接鏡検によるカンジダ菌体の証明による。なお、カンジダ属は口腔内、消化管内の常在菌であり、したがって、単に分離培養されただけでは、感染症の原因微生物と断定できない。
口腔咽頭カンジダと診断したら、フルコナゾール（FLCZ）やイトラコナゾール（ITCZ）の経口投与やミコナゾールゲル塗布などで治療する。
食道カンジダ症
HIV感染、悪性腫瘍、ステロイド投与中または長期の広域抗菌薬投与の患者で、嚥下障害や胸骨後部の疼痛が認められた場合に疑われる。食道造影ではコロニー状白苔に由来する網目状陰影や潰瘍形成が認められ、食道内視鏡で、白色調の偽膜と潰瘍形成、出血が認められる。確定診断は内視鏡下生検での菌体の証明である。フルコナゾール、イトラコナゾール、ボリコナゾール、ミカファンギンなどで治療する。
カンジダ血症
悪性腫瘍、CVカテーテル留置、大手術後、好中球減少、重症熱傷、重症膵炎などの患者で、広域抗菌薬に反応しない発熱とCRP陽性、β-Dグルカン陽性などで疑われる。特にCVカテーテルで多く、播種性カンジダ症に至り、肝脾カンジダ症ではCTで多発性の低吸収域、カンジダ眼内炎では視力低下や霧視が認められる。画像診断では播種性病変が有る場合は、肺カンジダ症では胸部CTで多発性の粒状影や浸潤影を認め、カンジダ骨髄炎では胸椎や腰椎MRIで骨破壊像や主瘤性病変が認められる。確定診断は血液培養でのカンジダの証明である。治療ではカテーテル抜去、アムホテリシンB製剤、フルコナゾールやミカファンギンの投与などがされる。カンジダ眼内炎では進行すると硝子体混濁を起こし、失明に至り得るので眼底検査が必要である。真菌血症の場合には培養陰性化から最低14日間の治療が必要であり、β-Dグルカンは治療終了の指標として適切ではない。最も多く分離される菌種はCandida albicansであるが、フルコナゾール（ジフルカン）の使用により耐性度の高いCandida glabrateやCandida kruseiやCandida dubliniensisによる症例が増加している。
カンジダ肺炎
カンジダ血症による血行性覇種により、びまん性小粒状陰影を呈する。
カンジダ眼内炎
抗真菌薬の効果判定に、眼科所見の改善度が有用とされている。播種性カンジダ症の診断を眼底検査から行う意義は乏しい。

### アスペルギルス症
アスペルギルス症は全身抵抗衰弱患者に日和見感染症として発生する例が多いものの、気道や肺に局所に何らかの基礎疾患や既存の障害を有すると健常者でも発症する。特に肺アスペルギローマや慢性壊死性肺アスペルギルス症は自覚症状に乏しく、検診で発見される場合もある。胸部Xp写真では肺尖部の胸膜肥厚で発見されることが多い。
肺アスペルギローマ
肺アスペルギローマは原則として、肺に既存の病変（主に空洞性）が存在する患者に発症する。肺アスペルギローマを発症する既存の肺病変としては、陳旧性肺結核が最も多い。その他気管支拡張症、肺嚢胞、胸部術後などでも発症する。喀血、血痰認められることも有るものの、長期間無症状のことが多い。外科的切除が原則であり、切除不能例では抗真菌薬の全身投与がされる。アスペルギローマを有する患者で有症状の場合は、慢性壊死性肺アスペルギルス症（CNPA）の基準に合致しないか検討が必要である。
慢性壊死性肺アスペルギルス症（CNPA）
慢性に経過する肺アスペルギルス症のうち以下の5つを満たした場合は、慢性壊死性肺アスペルギルス症（CNPA）と診断する。下気道症状を有する、新たな画像所見がある。血清または新金額的または病理組織学的にアスペルギルス感染症が示される、一般細菌感染症などの疾患で充分に説明ができない、炎症反応の亢進がある。炎症反応の亢進が無くとも、アスペルギルス症による進行性の病変と判断したら治療を考慮する。
侵襲性アスペルギルス症（IPA）
急激な発熱、全身倦怠感などの全身症状に加えて、咳嗽、喀痰、血痰、呼吸困難などの呼吸器症状が認められる。症状は一般的に急速に増悪する。死亡率は極めて高い。
アレルギー性気管支肺アスペルギルス症

### クリプトコッカス症
クリプトコッカス症は、クリプトコッカス属に属するCryptococcus neoformansによって引き起こされる感染症である。Cryptococcus neoformansは莢膜の構造に基づく抗原性の違いから、A～Dの4種類のsero typeに分類される。なお、日本では大半がserotype Aである。クリプトコッカス症はCryptococcus neoformansの栄養形である酵母細胞、または有性胞子である担子包しを肺に吸入した事が原因で、感染が起こる。ただし、肺感染は自然治癒する場合が多く、ほとんどが無症候性である。そのため健康診断などで、偶然に発見されることが多い。肺クリプトコッカス症の実に半数は、健常者に発症する原発性クリプトコッカス症である。脳髄膜炎をきたす場合、症状を示さないまま、血行性に脳へ播種し灰白質の血管周囲、神経節基部などに感染巣を形成する。脳髄膜炎を起こした場合には、適切な治療が行わなければ致死的な転帰を辿り得るので、注意が必要である。クリプトコッカス症では免疫不全が高度になるほど、肺病変よりも髄膜炎の発生頻度が高くなる。
肺クリプトコッカス症
肺クリプトコッカス症の約半数は基礎疾患を有さない健常者に発症する原発性クリプトコッカス症で、残り半数は何らかの基礎疾患を有する続発性肺クリプトコッカス症である。
臨床症状は無症状のことが多く、特に基礎疾患を有しない肺クリプトコッカス症は、健康診断や他疾患経過観察中に胸部異常陰影として発見されることが多い。
クリプトコッカス脳髄膜炎
クリプトコッカス脳髄膜炎において最も多い基礎疾患はHIV感染症だが、その他の疾患では肺クリプトコッカス症の基礎疾患と同様に、悪性腫瘍、膠原病、腎疾患、血液疾患などがあり様々な免疫不全の患者に発症する。免疫抑制下で肺クリプトコッカス症を発症し、咳、胸痛、咳嗽認められた後に、全身播種が発生し、発熱、頭痛、嘔吐、項部硬直、精神症状など髄膜刺激症状や脳炎症状が認められた時に疑われる。HIV患者では髄腔内の炎症が軽微であり、臨床症状が軽い場合もある。神経学的な所見として、性格異常や意識障害などを伴うこともある。頭部MRIでは髄膜肥厚、脳内腫瘤影が認められる。血液、髄液中のクリプトコッカス抗原陽性であり、髄液検査では細胞数の増加と糖の低下が認められる。確定診断は髄液の墨汁染色とバードシード寒天培地による培養である。治療には、アムホテリシンB製剤とフルシトシンの併用が第1選択とされる。

### 接合菌症（ムコール症）
鼻脳型（高熱、黒い鼻汁、眼球運動障害、顔面壊死、意識障害など）、肺型（高熱、血痰、咳嗽など）、皮膚型（紅斑、潰瘍、蜂巣炎）、消化器型（腹痛、血便、穿孔性潰瘍）といった病型が知られている。極めて急速な進行をするため、可能ならば迅速な病変切除、アムホテリシンB製剤の大量投与を行う。切除不能例では予後不良である。ボリコナゾール（VRCZ）投与時のブレイクスルー真菌症として注意が必要である。β-Dグルカンは上昇しない。

### トリコスポロン症
ミカファンギン（MCFG）投与中のブレイクスルー感染症として有名である。β-Dグルカン陽性を示す。カンジダ血症より予後不良である。

### ニューモシスチス症
ニューモシスチス肺炎
かつてはカリニ肺炎と呼ばれていた。AIDS患者の4割が、本症を発症するとされている。急速な発熱、乾性咳嗽、呼吸困難が3大症状である。発症後の症状の進行は早く、早期に治療しなければ予後不良である。血液検査ではLDH、KL-6、β-Dグルカン高値が認められ、胸部CTでは非定型肺炎のような両側性のスリガラス陰影が認められる。確定診断は喀痰、TBLB、BALFなどから採取した検体をグルコット染色などを用いて菌体を証明することである。
ニューモシスチス・イロバチーはエルゴステロールを持たないため、エルゴステロール合成を阻害する抗真菌薬は効果が無い。第1選択はST合剤であり、第2選択はペンタミジンである。

### 白癬症
表在性真菌症である。診断の際、皮膚糸状菌である白癬菌の有無を調べるため、病変部に剥離しかかっている皮膚組織の表面部を少しだけピンセットなどで採取し、それをスライドガラスの上で、適切な濃度の水酸化カリウムの水溶液を使って溶かし、こうして作った試料を顕微鏡で観察する検査を行う場合がある。このようにして白癬だと確認できた場合、基本的には抗真菌薬の外用剤を用いる。しかし、感染部位が広範囲であったり、皮膚深部まで侵されて難治性の場合などには、例えば内服薬としてイトラコナゾールやテルビナフィンなどを用いる場合もある。